# Collegio di Peterborough
Peterborough è un collegio elettorale situato nel Cambridgeshire, nell'Est dell'Inghilterra, e rappresentato alla Camera dei comuni del Parlamento del Regno Unito. Elegge un membro del parlamento con il sistema first-past-the-post, ossia maggioritario a turno unico. Attualmente, il collegio è rappresentato da Andrew Pakes, eletto con il Partito Laburista e Co-Operativo, che rappresenta il collegio dal 2024.

## Estensione
- 1918–1950: la contea amministrativa del Soke of Peterborough (il Municipal Borough di Peterborough e i distretti rurali di Barnack e Peterborough), il distretto urbano di Oundle, i distretti rurali di Easton-on-the-Hill e Gretton e parti dei distretti rurali di Oundle e Thrapston
- 1950–1974:  il Municipal Borough di Peterborough, il distretto urbano di Oundle, i distretti rurali di Barnack e Peterborough e parte dei distretti rurali di Oundle e Thrapston
- 1974–1983: il Municipal Borough di Peterborough e i distretti rurali di Barnack, Peterborough e Thorney
- 1983–1997: i ward della città di Peterborough di Bretton, Central, Dogsthorpe, East, Fletton, North, Orton Longueville, Orton Waterville, Park, Paston, Ravensthorpe, Stanground, Walton e West
- 1997–2010: i ward della città di Peterborough di Bretton, Central, Dogsthorpe, East, North, Park, Paston, Ravensthorpe, Walton, Werrington e West
- 2010–2016: i ward della città di Peterborough di Bretton North, Bretton South, Central, Dogsthorpe, East, Eye and Thorney, Newborough, North, Park, Paston, Ravensthorpe, Walton, Werrington North, Werrington South e West
- dal 2016: i ward della città di Peterborough di Bretton, Central, Dogsthorpe, East, Eye Thorney and Newborough, Gunthorpe, North, Park, Paston and Walton, Ravensthorpe, Werrington e West

## Membri del parlamento dal 1885
| Elezione | Elezione             | Deputato                           | Partito               |
| -------- | -------------------- | ---------------------------------- | --------------------- |
|          | 1885                 | John Wentworth-FitzWilliam         | Liberale Indipendente |
|          | 1886                 | John Wentworth-FitzWilliam         | Liberale Unionista    |
|          | 1889 (S)             | Alpheus Morton                     | Liberale              |
|          | 1895                 | Robert Purvis                      | Liberale Unionista    |
|          | 1906                 | George Greenwood                   | Liberale              |
|          | 1918                 | Henry Brassey                      | Conservatore          |
|          | 1929                 | J. F. Horrabin                     | Laburista             |
|          | 1931                 | David Cecil, VI marchese di Exeter | Conservatore          |
| 1943 (S) | John Hely-Hutchinson | Conservatore                       |                       |
|          | 1945                 | Stanley Tiffany                    | Laburista             |
|          | 1950                 | Harmar Nicholls                    | Conservatore          |
|          | Ott 1974             | Michael Ward                       | Laburista             |
|          | 1979                 | Brian Mawhinney                    | Conservatore          |
|          | 1997                 | Helen Clark                        | Laburista             |
|          | 2005                 | Stewart Jackson                    | Conservatore          |
|          | 2017                 | Fiona Onasanya                     | Laburista             |
|          | 2018                 | Fiona Onasanya                     | Indipendente          |
|          | 2019 (S)             | Lisa Forbes                        | Laburista             |
|          | 2019                 | Paul Bristow                       | Conservatore          |
|          | 2024                 | Andrew Pakes                       | Laburista Co-Op       |

## Elezioni

### Elezioni negli anni 2020
| Partito                    | Partito                                                 | Candidato                  | Risultati 4 luglio 2024 | Risultati 4 luglio 2024 |
| Partito                    | Partito                                                 | Candidato                  | Voti                    | %                       |
| -------------------------- | ------------------------------------------------------- | -------------------------- | ----------------------- | ----------------------- |
|                            | Laburista Co-Op                                         | Andrew Pakes               | 13 418                  | 32,05                   |
|                            | Conservatore                                            | Paul Bristow               | 13 300                  | 31,76                   |
|                            | Reform UK                                               | Sue Morris                 | 5 379                   | 12,85                   |
|                            | Workers                                                 | Amjad Hussain              | 5 051                   | 12,06                   |
|                            | Verdi                                                   | Nicola Day                 | 2 542                   | 6,07                    |
|                            | Lib Dem                                                 | Nick Sandford              | 1 746                   | 4,17                    |
|                            | Popoli Cristiani                                        | Tom Rogers                 | 225                     | 0,54                    |
|                            | Indipendente                                            | Zahid Khan                 | 211                     | 0,50                    |
|                            |                                                         |                            |                         |                         |
| Iscritti                   | Iscritti                                                | Iscritti                   | 73 378                  | 100,00                  |
| ↳ Votanti (% su iscritti)  | ↳ Votanti (% su iscritti)                               | ↳ Votanti (% su iscritti)  | 41 872                  | 57,06                   |
| ↳ Astenuti (% su iscritti) | ↳ Astenuti (% su iscritti)                              | ↳ Astenuti (% su iscritti) | 31 506                  | 42,94                   |
|                            |                                                         |                            |                         |                         |
|                            | Esito: collegio passa da Conservatore a Laburista Co-Op |                            |                         |                         |

### Elezioni negli anni 2010
| Partito                    | Partito                                           | Candidato                  | Risultati 12 dicembre 2019 | Risultati 12 dicembre 2019 |
| Partito                    | Partito                                           | Candidato                  | Voti                       | %                          |
| -------------------------- | ------------------------------------------------- | -------------------------- | -------------------------- | -------------------------- |
|                            | Conservatore                                      | Paul Bristow               | 22 334                     | 46,72                      |
|                            | Laburista                                         | Lisa Forbes                | 19 754                     | 41,33                      |
|                            | Lib Dem                                           | Beki Sellick               | 2 334                      | 4,88                       |
|                            | Brexit                                            | Mike Greene                | 2 127                      | 4,45                       |
|                            | Verdi                                             | Joseph Wells               | 728                        | 1,52                       |
|                            | Indipendente                                      | Luke Ferguson              | 260                        | 0,54                       |
|                            | Popoli Cristiani                                  | Tom Rogers                 | 151                        | 0,32                       |
|                            | Monster Raving Loony                              | The Very Raving Mr P       | 113                        | 0,24                       |
|                            |                                                   |                            |                            |                            |
| Iscritti                   | Iscritti                                          | Iscritti                   | 72 560                     | 100,00                     |
| ↳ Votanti (% su iscritti)  | ↳ Votanti (% su iscritti)                         | ↳ Votanti (% su iscritti)  | 47 801                     | 65,88                      |
| ↳ Astenuti (% su iscritti) | ↳ Astenuti (% su iscritti)                        | ↳ Astenuti (% su iscritti) | 24 759                     | 34,12                      |
|                            |                                                   |                            |                            |                            |
|                            | Esito: collegio passa da Laburista a Conservatore |                            |                            |                            |

| Partito                    | Partito                                | Candidato                  | Risultati 6 giugno 2019 | Risultati 6 giugno 2019 |
| Partito                    | Partito                                | Candidato                  | Voti                    | %                       |
| -------------------------- | -------------------------------------- | -------------------------- | ----------------------- | ----------------------- |
|                            | Laburista                              | Lisa Forbes                | 10 484                  | 30,91                   |
|                            | Brexit                                 | Mike Greene                | 9 801                   | 28,89                   |
|                            | Conservatore                           | Paul Bristow               | 7 243                   | 21,35                   |
|                            | Lib Dem                                | Beki Sellick               | 4 159                   | 12,26                   |
|                            | Verdi                                  | Joseph Wells               | 1 035                   | 3,05                    |
|                            | UKIP                                   | John Whitby                | 400                     | 1,18                    |
|                            | Popoli Cristiani                       | Tom Rodgers                | 162                     | 0,48                    |
|                            | Democratici                            | Stephen Goldspink          | 153                     | 0,45                    |
|                            | SDP                                    | Patrick O'Flynn            | 135                     | 0,40                    |
|                            | Monster Raving Loony                   | Alan "Howling Laud" Hope   | 112                     | 0,33                    |
|                            | —                                      | Andrew Moore               | 101                     | 0,30                    |
|                            | Common Good                            | Dick Rodgers               | 60                      | 0,18                    |
|                            | Renew                                  | Peter Ward                 | 45                      | 0,13                    |
|                            | UK EU                                  | Pierre Kirk                | 25                      | 0,07                    |
|                            | —                                      | Bobby Smith                | 5                       | 0,01                    |
|                            |                                        |                            |                         |                         |
| Iscritti                   | Iscritti                               | Iscritti                   | 70 227                  | 100,00                  |
| ↳ Votanti (% su iscritti)  | ↳ Votanti (% su iscritti)              | ↳ Votanti (% su iscritti)  | 33 920                  | 48,30                   |
| ↳ Astenuti (% su iscritti) | ↳ Astenuti (% su iscritti)             | ↳ Astenuti (% su iscritti) | 36 307                  | 51,70                   |
|                            |                                        |                            |                         |                         |
|                            | Esito: collegio confermato a Laburista |                            |                         |                         |

| Partito                    | Partito                                           | Candidato                  | Risultati 8 giugno 2017 | Risultati 8 giugno 2017 |
| Partito                    | Partito                                           | Candidato                  | Voti                    | %                       |
| -------------------------- | ------------------------------------------------- | -------------------------- | ----------------------- | ----------------------- |
|                            | Laburista                                         | Fiona Onasanya             | 22 950                  | 48,07                   |
|                            | Conservatore                                      | Stewart Jackson            | 22 343                  | 46,80                   |
|                            | Lib Dem                                           | Beki Sellick               | 1 597                   | 3,35                    |
|                            | Verdi                                             | Fiona Radić                | 848                     | 1,78                    |
|                            |                                                   |                            |                         |                         |
| Iscritti                   | Iscritti                                          | Iscritti                   | 70 722                  | 100,00                  |
| ↳ Votanti (% su iscritti)  | ↳ Votanti (% su iscritti)                         | ↳ Votanti (% su iscritti)  | 47 738                  | 67,50                   |
| ↳ Astenuti (% su iscritti) | ↳ Astenuti (% su iscritti)                        | ↳ Astenuti (% su iscritti) | 22 984                  | 32,50                   |
|                            |                                                   |                            |                         |                         |
|                            | Esito: collegio passa da Conservatore a Laburista |                            |                         |                         |

| Partito                    | Partito                                   | Candidato                  | Risultati 7 maggio 2015 | Risultati 7 maggio 2015 |
| Partito                    | Partito                                   | Candidato                  | Voti                    | %                       |
| -------------------------- | ----------------------------------------- | -------------------------- | ----------------------- | ----------------------- |
|                            | Conservatore                              | Stewart Jackson            | 18 684                  | 39,69                   |
|                            | Laburista                                 | Lisa Forbes                | 16 759                  | 35,60                   |
|                            | UKIP                                      | Mary Herdman               | 7 485                   | 15,90                   |
|                            | Lib Dem                                   | Darren Fower               | 1 774                   | 3,77                    |
|                            | Verdi                                     | Darren Bisby-Boyd          | 1 218                   | 2,59                    |
|                            | Liberale                                  | Chris Ash                  | 639                     | 1,36                    |
|                            | Indipendente                              | John Fox                   | 516                     | 1,10                    |
|                            |                                           |                            |                         |                         |
| Iscritti                   | Iscritti                                  | Iscritti                   | 72 534                  | 100,00                  |
| ↳ Votanti (% su iscritti)  | ↳ Votanti (% su iscritti)                 | ↳ Votanti (% su iscritti)  | 47 075                  | 64,90                   |
| ↳ Astenuti (% su iscritti) | ↳ Astenuti (% su iscritti)                | ↳ Astenuti (% su iscritti) | 25 459                  | 35,10                   |
|                            |                                           |                            |                         |                         |
|                            | Esito: collegio confermato a Conservatore |                            |                         |                         |

| Partito                    | Partito                                   | Candidato                  | Risultati 6 maggio 2010 | Risultati 6 maggio 2010 |
| Partito                    | Partito                                   | Candidato                  | Voti                    | %                       |
| -------------------------- | ----------------------------------------- | -------------------------- | ----------------------- | ----------------------- |
|                            | Conservatore                              | Stewart Jackson            | 18 133                  | 40,36                   |
|                            | Laburista                                 | Ed Murphy                  | 13 272                  | 29,54                   |
|                            | Lib Dem                                   | Nick Sandford              | 8 816                   | 19,62                   |
|                            | UKIP                                      | Frances Fox                | 3 007                   | 6,69                    |
|                            | Democratici                               | Rob King                   | 770                     | 1,71                    |
|                            | Verdi                                     | Fiona Radic                | 523                     | 1,16                    |
|                            | Indipendente                              | John Swallow               | 406                     | 0,90                    |
|                            |                                           |                            |                         |                         |
| Iscritti                   | Iscritti                                  | Iscritti                   | 70 308                  | 100,00                  |
| ↳ Votanti (% su iscritti)  | ↳ Votanti (% su iscritti)                 | ↳ Votanti (% su iscritti)  | 44 927                  | 63,90                   |
| ↳ Astenuti (% su iscritti) | ↳ Astenuti (% su iscritti)                | ↳ Astenuti (% su iscritti) | 25 381                  | 36,10                   |
|                            |                                           |                            |                         |                         |
|                            | Esito: collegio confermato a Conservatore |                            |                         |                         |

### Elezioni negli anni 2000
| Partito                    | Partito                                           | Candidato                  | Risultati 5 maggio 2005 | Risultati 5 maggio 2005 |
| Partito                    | Partito                                           | Candidato                  | Voti                    | %                       |
| -------------------------- | ------------------------------------------------- | -------------------------- | ----------------------- | ----------------------- |
|                            | Conservatore                                      | Stewart Jackson            | 17 364                  | 42,19                   |
|                            | Laburista                                         | Helen Clark                | 14 624                  | 35,53                   |
|                            | Lib Dem                                           | Nick Sandford              | 6 826                   | 16,59                   |
|                            | UKIP                                              | Mary Herdman               | 1 242                   | 3,02                    |
|                            | Fronte Nazionale                                  | Terry Blackham             | 931                     | 2,26                    |
|                            | Indipendente                                      | Marc Potter                | 167                     | 0,41                    |
|                            |                                                   |                            |                         |                         |
| Iscritti                   | Iscritti                                          | Iscritti                   | 67 531                  | 100,00                  |
| ↳ Votanti (% su iscritti)  | ↳ Votanti (% su iscritti)                         | ↳ Votanti (% su iscritti)  | 41 194                  | 61,00                   |
| ↳ Astenuti (% su iscritti) | ↳ Astenuti (% su iscritti)                        | ↳ Astenuti (% su iscritti) | 26 337                  | 39,00                   |
|                            |                                                   |                            |                         |                         |
|                            | Esito: collegio passa da Laburista a Conservatore |                            |                         |                         |

| Partito                    | Partito                                | Candidato                  | Risultati 7 giugno 2001 | Risultati 7 giugno 2001 |
| Partito                    | Partito                                | Candidato                  | Voti                    | %                       |
| -------------------------- | -------------------------------------- | -------------------------- | ----------------------- | ----------------------- |
|                            | Laburista                              | Helen Brinton              | 17 975                  | 45,15                   |
|                            | Conservatore                           | Stewart Jackson            | 15 121                  | 37,98                   |
|                            | Lib Dem                                | Nick Sandford              | 5 761                   | 14,47                   |
|                            | UKIP                                   | Julian Fairweather         | 955                     | 2,40                    |
|                            |                                        |                            |                         |                         |
| Iscritti                   | Iscritti                               | Iscritti                   | 64 840                  | 100,00                  |
| ↳ Votanti (% su iscritti)  | ↳ Votanti (% su iscritti)              | ↳ Votanti (% su iscritti)  | 39 812                  | 61,40                   |
| ↳ Astenuti (% su iscritti) | ↳ Astenuti (% su iscritti)             | ↳ Astenuti (% su iscritti) | 25 028                  | 38,60                   |
|                            |                                        |                            |                         |                         |
|                            | Esito: collegio confermato a Laburista |                            |                         |                         |

## Risultati dei referendum

### Referendum sulla permanenza del Regno Unito nell'Unione europea del 2016
|             | Collegio     | Lasciare UE % | Rimanere in UE % |
| ----------- | ------------ | ------------- | ---------------- |
|             | Peterborough | 62,1%         | 37,9%            |
| Inghilterra | 53,3%        | 46,7%         |                  |
| Regno Unito | 51,9%        | 48,1%         |                  |